# 夕照寺
39°53′23″N 116°26′22″E / 39.88968°N 116.439462°E
夕照寺，位于北京市东城区夕照寺中街13号，是一座汉传佛教寺院。

## 历史
据说夕照寺的名字“夕照”取自燕京八景的金台夕照。寺院创建时间不详。《北京文史资料》中《夕照寺今昔》一文记载，据该寺末任住持秀泉说，夕照寺原来是浙江省昌化县澄济寺下院，相传建于明朝初年。1943年《外三区夕照寺僧人秀灵登记庙产的呈及社会局的批示》附的登记表记载，夕照寺当时的门牌号为“外三区广渠门内板厂一号”，“明万历年间私建，嘉庆三年重修”。
乾隆年间的《御刻三希堂石渠宝笈法帖》第二十八卷收有明朝于谦的题词，可证夕照寺在明朝初年即已存在。史料记载，明朝正统年间，于谦曾到该寺，应寺僧普朗的邀请，为普朗的师傅古拙俊禅师所作的《公中塔图并赞语》题词。该手迹先后由安岐、顾崧等人收藏，现藏北京故宫博物院。全文如下：
余以巡抚奉命还京。道过都城东南之夕照寺，有僧普朗者，出其师古拙俊禅师所遗公中塔图并赞语，和南请余题。余惟师之是作，盖易所谓立象尽意者也。图以立象，而意已寓于象之中；言以显意，而象不出于意之外。所谓贯通一理而包括三教，因境悟道而舍妄归真者也。非机锋峻拔、性智圆融而深造佛谛者，乌足以语此哉。普朗能宝而藏之，日夕观象以求其意，则于真如之境也何有。焚香赞叹之余，书此数语以遗之。　正议大夫资治尹兵部侍郎于谦书
《汪代门募金捡埋遗骸碑记》石碑发现于夕照寺街，拓片现存首都图书馆。碑文记载钱塘人士汪代门为了掩埋路边尸骨而募捐，落款为“乾隆二十四年，寂照寺住持成绍撰文并立碑于此。”中央研究院近代史研究所赖惠敏等人写的《雍正皇帝与北京汉传佛寺》一文中提到雍正二年（1724年）下诏，令各地设普济堂、育婴堂，其中提到“北京育婴堂设于寂照寺（夕照寺）。” 关于夕照寺是否曾经叫寂照寺，目前尚无定论。
赵吉士《育婴堂碑记》记载：“夕照寺，顺治初已圮，仅存屋一楹，盖其来旧矣。”清朝雍正年间文觉禅师元信退居于夕照寺，把该寺的殿宇整修一新。清朝乾隆年间，夕照寺再度获得修缮。《乾隆京城全图》中标出了夕照寺。嘉庆三年蓄款重修。夕照寺大悲殿壁画有名，又有雅致的园林，所以吸引了不少文人墨客前来。
道光年间，夕照寺为水陆道场，寺僧每逢做道场时都在寺外持铙而舞。麟庆《鸿雪因缘图记》记载：“是日在山门演飞铙经，妙音法曲，恍若步虚。就事僧均披织龙袈裟，持铙者飞舞盘旋，能传师教，尚不至作广陵散。”《鸿雪因缘图记》也收有一幅“夕照飞铙”图。飞铙，又称飞钹。据说十八罗汉中有一位“飞钹罗汉”，又称“飞钹尊者”，可使铜钹在手中飞来飞去。据说“飞钹罗汉”手里的铜钹又叫日月钹，掷高可拨云见日，为超度死者的仪式。夕照寺僧人杲堂善长飞铙，杲堂先将一只铙高抛，落下时用另一只铙接住，落下的铙立在手中的铙上飞速旋转。该绝活传自法藏寺飞钵禅师道孚。
夕照寺是智化寺京音乐流布的寺庙之一。大约在清朝道光、咸丰年间，智化寺京音乐外传到天仙庵，后来分别传到成寿寺、水月庵、地藏庵、夕照寺、关帝庙、火神庙等十多座寺院。京音乐流布的北京寺庙主要有：
京音乐流布的北京寺庙
- 智化寺：朝阳门内禄米仓胡同东口
- 广济庵：朝阳门外东大桥
- 天仙庵：朝阳门外吉市口五条
- 地藏庵：朝阳门内大街路南
- 弥勒院：朝阳门外大街
- 水月庵：朝阳门外吉市口二条
- 昭宁寺：东单礼士胡同
- 成寿寺：东单柏树胡同
- 九顶娘娘庙：北新桥二条东口
- 普贤寺：东直门外东中街
- 下弥勒庵：崇文门外东晓市
- 关帝庙：崇文门外花市中四条
- 火神庙：祟文门外板厂
- 夕照寺：崇文门外夕照街
- 天龙寺：崇文门外中国强胡同东口

《冒鹤亭先生年谱》记载，1911年4月13日，冒鹤亭邀请朋友在夕照寺雅集，纪念其先祖冒辟疆诞辰三百周年，来的人不少是社会名流，大家吟诗作画。
民国十六年（1927年），夕照寺内曾建慈济学校，后来学校迁往拈花寺。1950年代初，夕照寺后园改建成北京市第五幼儿园。寺前兴建下水道时将该寺的影壁拆除。1954年，夕照寺接受小修葺。1956年，北京地毯厂迁入夕照寺内，占用东西配殿作为厂房。1957年，该寺住持秀泉从夕照寺调往南城区工作，此后该寺无人管理。1965年，夕照寺被北京拉锁厂占用。因为扩建厂房而占用三重大殿，壁画《古松图》被北京文物工作队揭取保管（现存北京文物研究所），壁书《高松赋》被拆毁。文化大革命中，寺内佛像大多不知去向，寺后的“普同”砖塔被拆除。1984年，夕照寺被定为崇文区文物保护单位。
2008年，夕照寺修复完工，仅恢复了山门殿、大雄宝殿、大悲殿及东西配殿。修复后，夕照寺成为金台夕照会馆的一部分，会馆门牌号为夕照寺中街15号。夕照寺的东、西、北三面均为金台夕照会馆的楼房。夕照寺被金台夕照会馆辟为“金台书院”（采用附近的金台书院的名字），作为举办国学讲座、展览、学术活动等的场所，在夕照寺各殿内分别设有鸡血石博物馆、夕照茶苑、国琴馆。2014年6月1日，北京金台夕照会馆有限公司正式更名为北京金台夕照酒店有限公司。金台夕照酒店的英文名为Xizhao Temple Hotel。
夕照寺也是周边地区的地名。夕照寺中街、夕照寺街、夕照寺西里、夕照寺东里均因夕照寺而得名。

## 建筑
夕照寺坐北朝南。《1928年北平特别市寺庙登记备案》记载，夕照寺面积20多亩，殿房108间，山门殿坐北朝南，大雄宝殿在中间，大悲殿在后面，此外还有东西配殿、方丈院、后院、砖塔、停灵房等建筑。山门殿上石额题有“古迹夕照寺”，殿内有木屏风，殿内供奉二尺高的红木精雕一尊。院内有石碑，碑文已漫漶不清。大雄宝殿面阔三间，供奉三世佛，文殊菩萨、观音菩萨、普贤菩萨，两厢供奉十八罗汉像。大悲殿面阔五间，中间的三间供奉千手观音、文殊菩萨、关羽。东西配殿阁十间，用来停放灵柩。现在上述全部佛像、法物已无存。
该寺原来主要建筑有：
- 影壁：位于山门殿前数丈。[11]现已无存。
- 山门殿：面阔三间，拱门，门上石额题有“古迹夕照寺”，门两侧各开一个圆窗。殿内左侧供奉蔡伦，右侧供奉关羽，殿正中有木屏风，背后供奉红木雕持杵韦驮立像，高二尺有余。[3][11]2008年，山门殿修复。
- 大雄宝殿：面阔三间，供奉三世佛，中坐獅文殊菩萨；左坐孔雀观音菩萨；右坐白象普贤菩萨。两厢供奉十八罗汉塑像。大雄宝殿前庭有数株古槐，西南隅有一通碑，碑文不详。[11]2008年，大雄宝殿修复。
  - 东、西配殿：位于大雄宝殿、大悲殿前东、西两侧，各十间。[11]2008年，东、西配殿修复。
- 大悲殿：（《宸垣识略》称为地藏殿）面阔五间，中三间正中供奉千手观音，左为文殊菩萨，右为关羽。大悲殿左壁是王安昆的壁书《高松赋》，右壁是陈寿山的壁画《古松图》。据该寺末任住持秀泉说：1951年该寺自广渠门外济善寺废墟抬回一尊铜质药师佛，包括莲座在内高寻丈，置于王安昆书壁之前。大悲殿前庭有数株古槐。[11]2008年大悲殿修复后，殿内东壁（即原来壁书《高松赋》的位置）悬挂《御刻三希堂石渠宝笈法帖》收录的明朝于谦的题词的复制品。[3]
- 方丈院、新方丈院：大悲殿以西有门，通往方丈院，方丈院有屋三间。新方丈院位于东配殿后面，明三暗五共八间。[11]方丈院、新方丈院现已无存。
- 后园：夕照寺后有一小门可通后园。过去后院以丁香为盛。《燕京访古录》记载：“循小门出为园，园中遍植丁香，杂以幽花奇草。与小榭斜对，有一四角小亭，拾级而登，高可远眺，垒层石以为台，台高丈许，旁植丁香，间以海棠、蔷薇、藤萝之属，翠阴如画，堪称佳景。”[3]夕照寺后园丁香开放时，不输法源寺丁香。[1]后园如今为北京市第五幼儿园的所在地。[3]
- 普同塔：夕照寺后园西墙外有一座砖塔，名为“普同”，取意“普度众生同登仙境”。[11]普同塔是收聚暴露在街头或野外的尸骨之处。据说过去夕照寺后园内有瓦房3间，题有“骷髅聚所”，相传建于清朝乾隆年间，专门收聚荒冢白骨。“骷髅聚所”室内白骨放满，便移到后园西墙外的普同塔下穴内。普同塔高丈二余，建立年代不详。塔下穴很深，自建塔之后常年积骨，未见积满。过去农历每年七月二十四日夕照寺办善会，寺僧挑着箩筐外出拾白骨，集至后园的“骷髅聚所”小屋，而后用膳，附近村民也来拾骨，拾骨者可得夕照寺给一枚铜板、两顿素膳。[3]普同塔现已无存。
- 挹翠轩：夕照寺东院有挹翠轩，是云岩上人修道处。庭院内有竹子、小池、禅房，飘散芬芳。墙外有杨柳。[1]现已无存。

夕照寺大悲殿壁画十分有名。大悲殿左壁是王安崑写的梁朝沈约《〈高松赋〉并跋》。右壁是乾隆四十年（1775年）安徽省天长县画家陈菘（字寿山）画的《古松图》。陈寿山游楚而不遇，到北京以卖画为生，《古松图》中的古松苍翠，栩栩如生。《桃花圣解庵日记》记载：“王安崑平圃所书沈约《高松赋》，后有跋，言京师左安门外弘善寺静观堂有陈香泉、禹之鼎两君画壁，观者云至。夕照寺恒吉师欣慕之。乾隆乙未夏六月，因乞陈寿山画松，而平圃书此赋。”1947年北平市民政局档案《北平市第十区广渠门内夕照寺住持秀灵呈送寺庙登记表》记载：“后殿西墙画松一壁，落款寿山陈松，东壁书有高松赋，落款平圃王安昆。”
乾隆四十年（1775年）六月九日，陈寿山在该寺作《古松图》。寺僧说，陈寿山作画时已80岁，时值盛夏，他解衣裸体，连饮巨杯，随后一气呵成。作画时下大雨，庭院中的水积至一尺深，雨霁画成。但另一种说法称，陈寿山不到50岁便去世了。
李放《皇清書史》卷十六引《木葉厱法書記》作“王安昆（一作崑），字平圃，河間人，工書，嗜古，收藏甚富。”袁枚《随园诗话》卷九记载：
王安昆，字平圃。予少在都中，与交好，常宿其家，见其题尤贡甫《墨竹》云：“几个琅玕几点苔，胜他五色笔花开。分明满幅萧萧响，似带江南风雨来。”《买竹》云：“南郊过雨绿生香，底事劳人买竹忙?我一出城君入市，两边风味各分尝。”又，《送罗两峰归邗上兼示舍弟瘦生》云：“别时冰雪到时春，万树寒梅照眼新。邂逅若逢江上客，已归须劝未归人。”
夕照寺附近原来还有不少其他知名寺院、园林和单位。比如夕照寺西面100米左右，原是“育婴堂”，是一座孤儿院。中华人民共和国初期，为“育锋小学”。后来成为崇文区教育委员会的办公地。崇文区与东城区合并为新的东城区之后，成为东城区教育委员会（南区），地址是夕照寺中街19号。